# 読売国際漫画大賞
読売国際漫画大賞（よみうりこくさいまんがたいしょう、英語: Yomiuri International Cartoon Contest）は読売新聞が過去に主催していた漫画の賞。

## 概要
読売新聞では「MANGA」の1コマイラストを世界中から募集し、毎年読売新聞が発表する課題作品または自由作品の中から、大賞1点を決めた。受賞作品は翌年元日の朝刊に掲載された。
2007年の第29回を最後に、終了した。

## 応募資格
プロアマ問わず。ただし、応募は1人3点まで。共同制作や、3点を超える応募は失格。

## 賞の一覧
- 大賞
  - 受賞者には賞金200万円が贈られた。
- 近藤日出造賞
  - 大賞に次ぐ賞。受賞者には賞金150万円が贈られた。
- 課題・自由作品の金賞
- 選考委員特別賞
- 優秀賞
- 入選
- 佳作

## 歴代大賞受賞者
- 第1回：ビチョク・ムクダマニー（ タイ）
- 第2回：クミタリュウ（愛知）
- 第3回：ミハイ・スタネスク（ ルーマニア）
- 第4回：篠原ユキオ（奈良）
- 第5回：柳隆雄（大阪）
- 第6回：ドゥシャン・ペトリチッチ（ ユーゴスラビア）
- 第7回：高野栄二（東京）
- 第8回：ワグネル・ザニラト（ ブラジル）
- 第9回：藤山成二（東京）
- 第10回：山本和弘（京都）
- 第11回：ネルタイル・アブレウ（ ブラジル）
- 第12回：ジュリアン・ペナパイ（ ルーマニア）
- 第13回：黎青（ 中国）
- 第14回：該当なし
- 第15回：上島令嵩（愛媛）
- 第16回：ペーター・カステ（ ドイツ）
- 第17回：浜坂高一朗（千葉）
- 第18回：杉本昭義（千葉）
- 第19回：カンビス・デランバハシュ（ イラン）
- 第20回：アミール・アブラバニ（ イラン）
- 第21回：アルファンス・フォス（ ベルギー）
- 第22回：カワキタカズヒロ（京都）
- 第23回：ユーリー・チリンドゥス（ ベラルーシ）
- 第24回：海藤タケオ（埼玉）
- 第25回：エカシット・タイラット（ タイ）
- 第26回：ルボミール・コトルハ（ スロバキア）
- 第27回：びごー/じょうじ（石川）
- 第28回：メメット・アルスラン（ トルコ）
- 第29回：岩本しんじ（福岡）